# Casa Llopis
La casa Llopis se encuentra situada en la plaza Major de Almácera (Valencia), Comunidad Valenciana (España). Su estilo arquitectónico es el modernismo valenciano.
Su fachada está totalmente decorada con azulejos, que forman un mosaico con representaciones de figuras femeninas danzantes. En la parte superior se sitúa un friso con angelotes alternando con jarrones y mascarones con leones. El edificio consta de planta y piso y abarca dos viviendas simétricas cuyas puertas están separadas por la puerta de la escalera de acceso al piso. Las ventanas de éste están enmarcadas por cenefas de azulejo marrón. Sobre las puertas de ingreso se hallan los monogramas de los propietarios (la familia Llopis): J Ll y P Ll. En las rejas tanto de las ventanas como de las contraventanas de las puertas hay adornos con figuras de guerreros.